# Brooks England

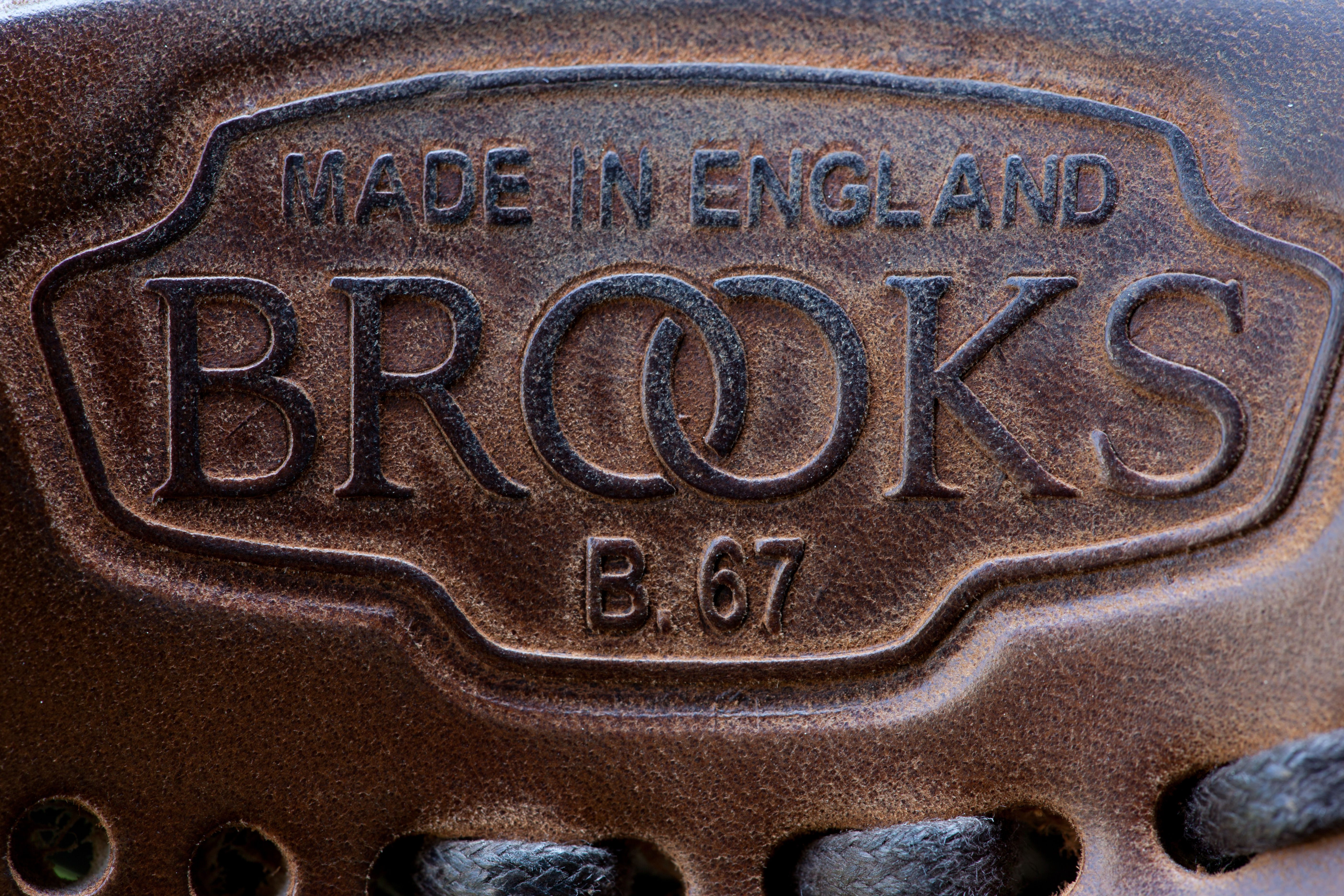
Emblem von Brooks auf dem Sattel B.67 (gealterte Version).

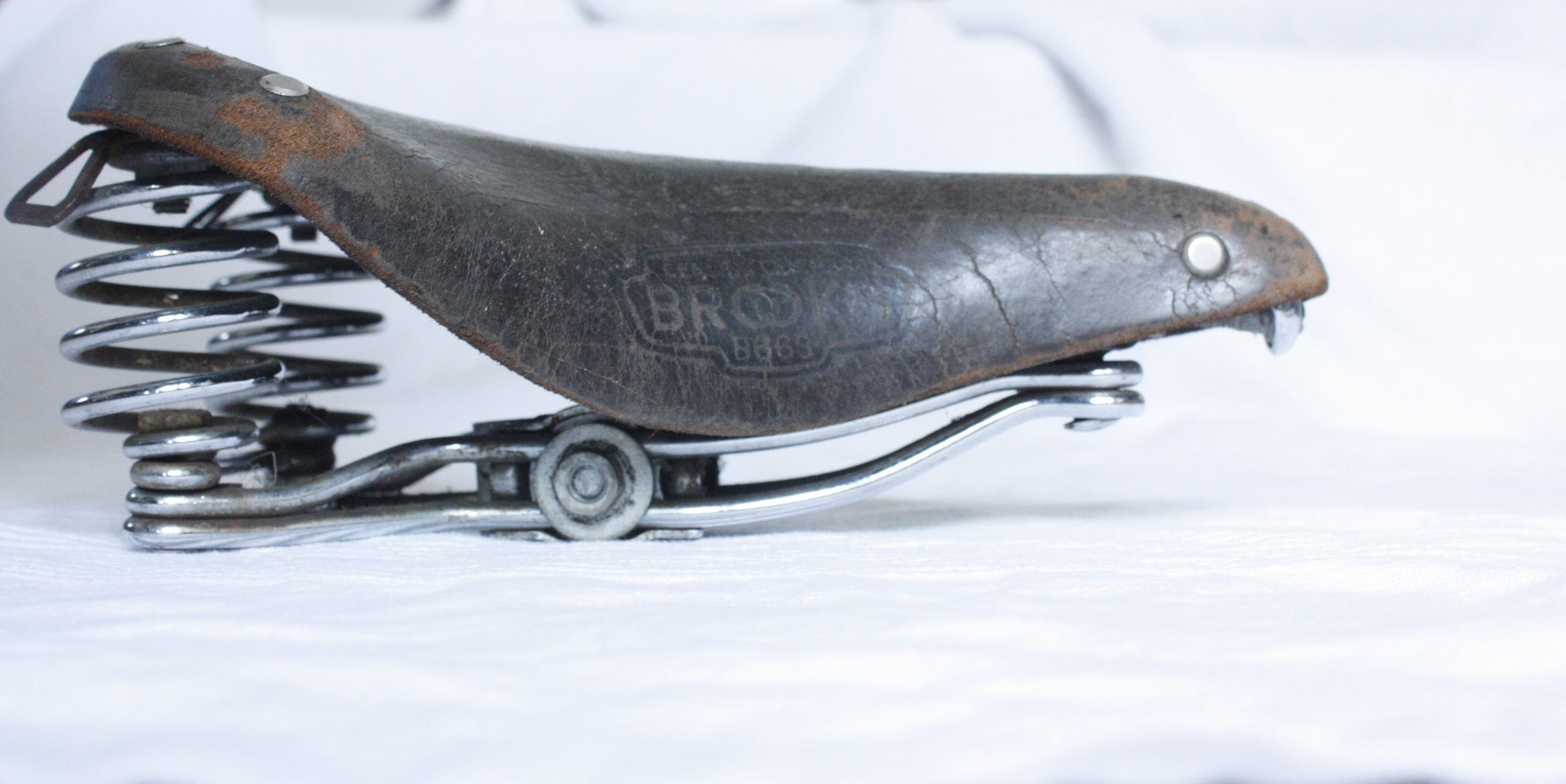
Seitenansicht mit Feder eines Brooks Sattel

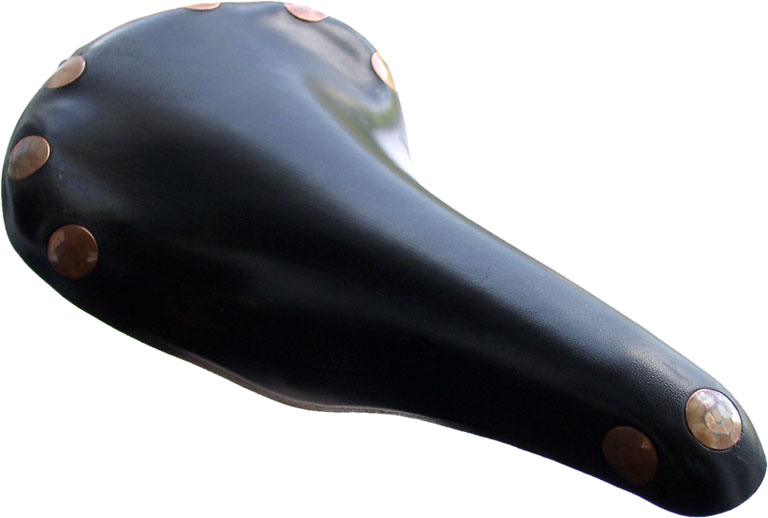
Brooks Professional

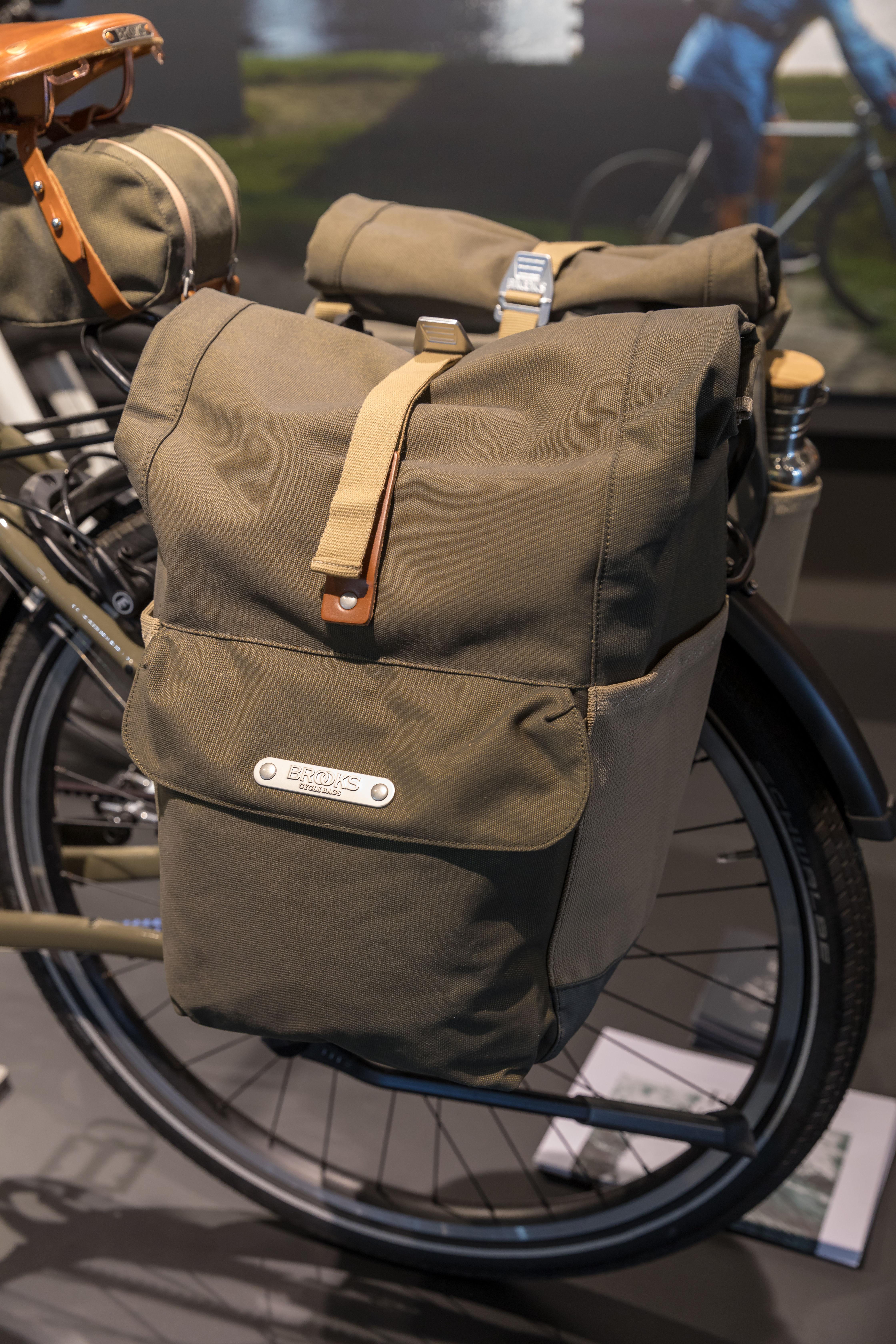
Packtaschen

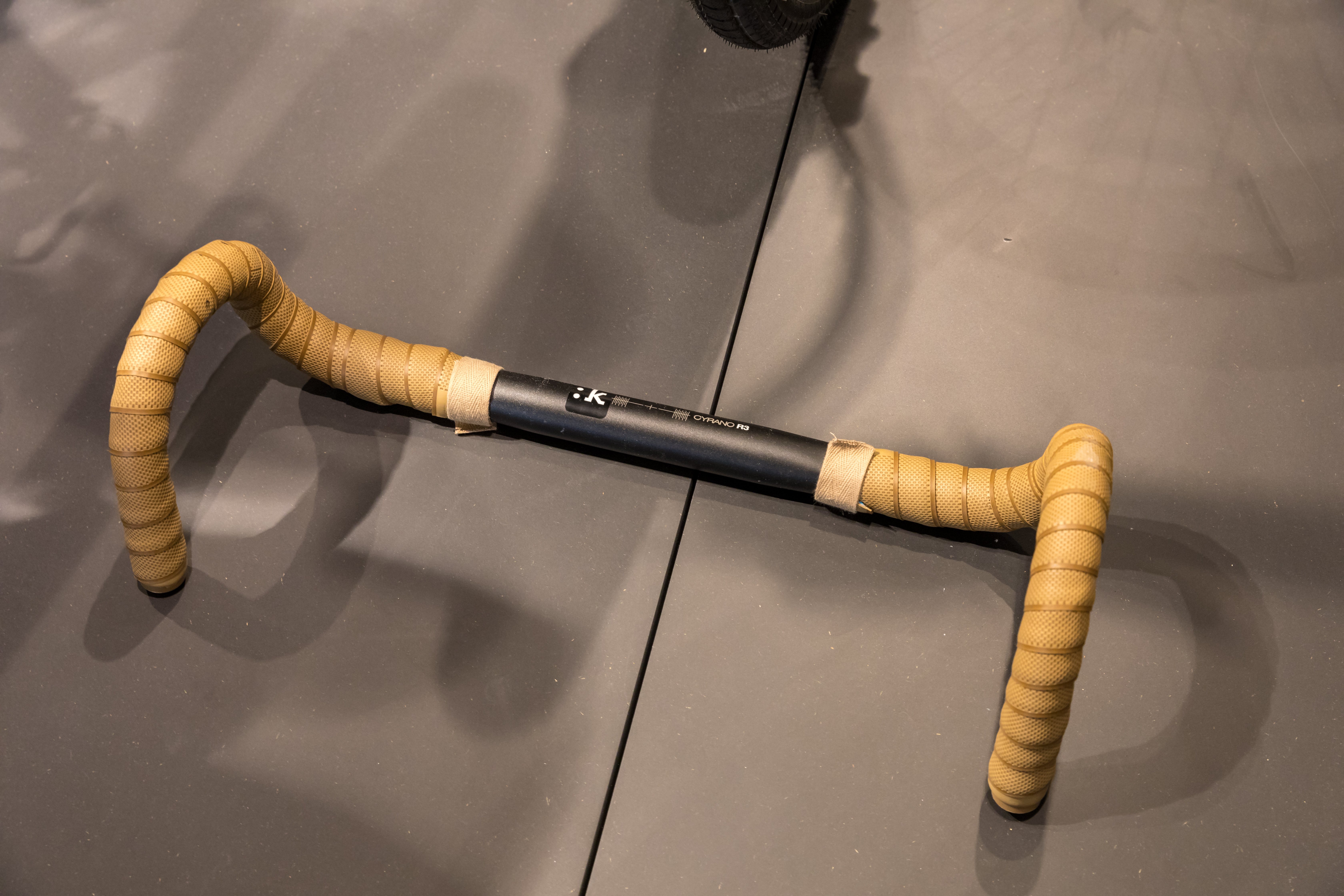
Lenkergriffband

Brooks England Ltd. ist ein englischer Hersteller von Fahrradsätteln und Fahrradzubehör.

## Historie
Im Jahr 1866 gründete John Boultbee Brooks eine Firma für Pferdegeschirr und Lederwaren. Nach einer unbequemen Fahrt auf einem Fahrrad (diese hatten damals noch Sättel aus Holz oder Stahl) im Jahr 1878 kam ihm die Idee für einen Fahrradsattel. Im Pferdestall des Vaters entstand nachfolgend der erste Brooks-Sattel. Der erste Patentantrag wurde 1882 eingereicht. Die verschiedenen Modelle zeichnen sich durch ihre Fähigkeit zur Anpassung an die individuelle Körperform und ihre gute Druckverteilung aus.
Die Sättel sind aus Lederhäuten hergestellt und gelten deshalb als besonders atmungsaktiv. Leder absorbiert Schweiß, und Feuchtigkeit staut sich nicht. Ziel ist ein komfortables Fahrgefühl bei jeder Witterung und Fahrtdauer. Im Gegensatz zu Sattelaufbauten aus Spalt- oder Kunstleder handelt es sich bei Brooks-Sätteln um Kernledersättel. Die Lederdecke ist hierbei über einen Stahlrahmen oder seit neuerem optional auch über einen Titanrahmen gespannt und kann so frei schwingen und Erschütterungen auffangen. In Handarbeit produzieren 22 Angestellte am Firmensitz in Smethwick, England, jährlich ca. 100.000 Sättel.
Brooks ist einer der letzten verbliebenen Hersteller für Sättel aus Kernleder mit einer nennenswerten Marktpräsenz. Gute Sättel werden von ihren Besitzern oft ein Leben lang gefahren. Daher trifft man auch auf der L’Eroica – dem Oldtimer-Schotterpisten-Radrennen in Italien – überwiegend Velos, die mit einem Brooks-Sattel ausgestattet sind.
Seit 1962 gehörte Brooks, ebenso wie Sturmey-Archer, zur Raleigh Cycle Company. Nachdem Raleigh 1999 in wirtschaftliche Schwierigkeiten geraten war, wurde Brooks zunächst verkauft und sollte dann liquidiert werden. Stattdessen kauften John Godfrey Macnaughtan und Adrien Williams die Firma und behielten die Produktion in England. Im Jahr 2002 verkauften sie an den italienischen Sattelhersteller Selle Royal unter der Bedingung, dass die Produktion in den West Midlands von England bleibt. Die neue Sattelserie Cambium, die auf vulkanisiertem Naturkautschuk und Bio-Baumwolle statt Leder basiert, wird allerdings in Italien produziert, während die Ledersättel weiterhin in England gefertigt werden.

## Technik
Bei der Herstellung eines Sattels bei Brooks England Ltd. läuft laut Herstellerangabe von der Verarbeitung des Leders bis hin zur Konfektionierung an der Werkbank alles in Handarbeit ab. Die Sattelrahmen werden aus Stahl oder Titan in der Fabrik zugeschnitten und gebogen. Für diese Arbeitsgänge werden zum Teil über 90 Jahre alte Spezialmaschinen mit alten Werkzeugsätzen eingesetzt.
Die Sättel werden mittlerweile in über 30 Länder exportiert. Zu den bekanntesten Besitzern gehörten u. a. auch einige Radfahrlegenden wie Girardengo,  Bartali, Coppi, Eddy Merckx und Anquetil.
Die beiden Buchstaben 'O' werden ineinander geschrieben; während früher der Schriftzug am Sattelende aus einem geprägten Metallschild bestand, werden heute teilweise bedruckte Schildchen aufgenietet. Die bekanntesten Modelle sind der 'Team Professional' und der 'Colt' für Rennräder sowie der 'B-66' für Reiseräder, welcher in Varianten für Männer und Frauen hergestellt wird.